# Trojes (kommun)
Trojes är en kommun i Honduras.   Den ligger i departementet El Paraíso, i den sydöstra delen av landet, 130 km öster om huvudstaden Tegucigalpa. Antalet invånare är 34 279. Arean är 1 369 kvadratkilometer.
Terrängen i Trojes är kuperad åt sydost, men åt nordväst är den bergig.